# Прохоров, Сергей Анатольевич
Сергей Анатольевич Прохоров (род. 1956) — советский и российский учёный и художник, кандидат психологических наук, доктор искусствоведения, профессор, член Российской академии естествознания.
Автор более 70 научных работ.

## Биография
Родился 5 июля 1956 года в селе Хабары Алтайского края.

### Академическая деятельность
В 1979 году окончил Новоалтайское художественное училище и с 1980 по 1982 год работал в группе специалистов по художественному проектированию в Центральной экспериментальной студии «Сенеж». В 1989 году окончил факультет станковой живописи Красноярского государственного художественного института (в 2017 году вошёл в состав Сибирского государственного института искусств имени Дмитрия Хворостовского) по специальности «художник-живописец». В 2005 году С. А. Прохоров стал заведующим кафедрой «Изобразительное искусство» института архитектуры и дизайна Алтайского государственного технического университета и защитил кандидатскую диссертацию на соискание ученой степени кандидата психологических наук на тему «Пространственные составляющие многомерного мира человека». В 2013 году защитил докторскую диссертацию на тему «Современные цветографические интерпретации живописи в архитектурном пространстве».

### Художник
Является членом Союза художников РФ. Путешествуя по Сибири и Северу России, побывав на реках Енисей, Подкаменная Тунгуска, Вилюй, и Улахан-Ботуобуя, создал много живописных работ. Провёл персональные выставки в Москве, Мирном (Якутия), Барнауле, Бийске, Кемерово, Новосибирске, а также в Германии. Работы художника находятся в галереях и частных собраниях России и за рубежом.
В сентябре 2006 года вышел в свет иллюстрированный альбом-монография «Сергей Прохоров. Живопись»; им опубликовано более двадцати статей в научных журналах на педагогическую и художественно-профессиональную тему. В 2007 году Сергей Анатольевич выполнил роспись распятия Иисуса Христа в часовне, установленной на месте гибели Михаила Евдокимова.

## Заслуги
- Лауреат премии Демидовского фонда в номинации «Изобразительное искусство», награждён медалью Союза художников РФ «Духовность, Традиции, Мастерство» и медалью Алтайского края «За заслуги в труде».
- Удостоен Почетного звания «Заслуженный работник культуры Российской Федерации».
- Имеет Благодарность Министра культуры и массовых коммуникаций РФ и Благодарственное письмо администрации города Барнаула.
- Награждён Грамотой Министерства образования и науки РФ, Почетной грамотой главы Администрации Алтайского края, Почетной грамотой управления по культуре Алтайского края и Почетной грамотой Союза художников Алтайского края.